# خانه علی بیات ماکو
خانه علی خان بیات ماکو مربوط به دوره قاجار است و در ماکو، خیابان امیرکبیر واقع شده و این اثر در تاریخ ۳ اسفند ۱۳۷۷ با شمارهٔ ثبت ۲۲۱۹ به‌عنوان یکی از آثار ملی ایران به ثبت رسیده است.